# Locomoție

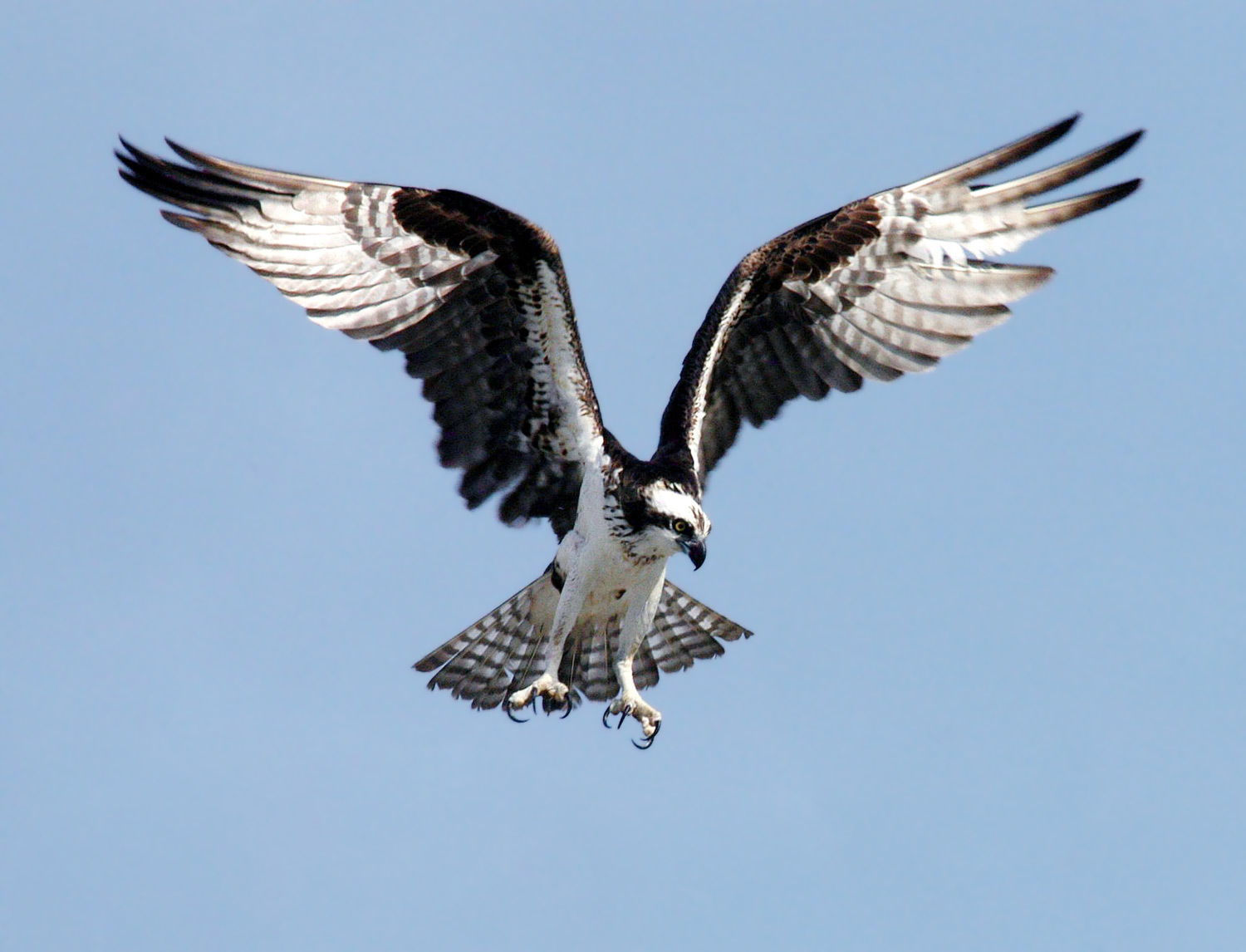
O pasăre în zbor

În fiziologie locomoția este funcția unui organism viu compusă dintr-un complex de mișcări realizate prin mecanisme și organe speciale, datorită căreia organismul se deplasează activ în spațiu.
Locomoția organismelor vii este asigurată de un aparat locomotor. La locomoție participă în mod pasiv scheletul și în mod activ musculatura. Scheletul omului este alcătuit din:
1. scheletul capului, care cuprinde viscerocraniu, (oasele fetei: maxilar superior, mandibula) și neurocraniu (oasele craniului: frontal, temporal, occipital, parietal)
2. scheletul trunchiului, alcătuit din coloana vertebrală, coaste și stern
3. scheletul membrelor

- - superioare: humerus, radius și cubitus, carpiene, metacarpiene  si falange; membrul superior se leagă de scheletul trunchiului prin centura scapulară (superioară), formata din clavicula si omoplat.2.
  - inferioare: femur, rotula, tibia și peroneu, tarsiene,metatarsiene și falange; membrul inferior se leagă de scheletul trunchiului prin centura pelviană (inferioară), formată din oasele coxale.

Sistemul muscular este alcătuit din:
- mușchii capului

mușchii masticatori, mușchii mimicii
- mușchii trunchiului
- mușchii membrelor

1.superioare: biceps brahial, triceps brahial, mușchii antebrațului.
2.inferioare: cvadriceps femural, croitor, abductorul lung, mușchii gambei. La mamifere lungimea oaselor membrelor și numărul lor prezintă modificări, reflectând unitatea dintre forma și funcția organelor, ca urmare a adaptării la diferite medii de viață.

Mamiferele terestre se clasifica, după modul în care se deplasează, în:
- mamifere plantigrade — calcă pe toată talpa: ariciul, ursul, omul. Viteza de deplasare este mică.
- mamifere digitigrade — calcă numai pe degete: pisica, lupul. Viteză mare de deplasare.
- mamifere unguligrade — calcă pe vârful degetelor, dar acestea sunt protejate de o copită. Se constată reducerea numărului degetelor și alungirea lor, fapt ce mărește viteza de deplasare. 
  - Paricopitate. Ex. porc, oaie, capră.
  - Imparicopitate. Ex. calul.
- mamifere acvatice — (foca, delfinul): locomoția se bazează pe ondularea corpului. Reducerea membrelor contribuie la forma hidrodinamică, necesară deplasării în apa.
- mamifere zburătoare — (liliacul) au falange lungi și subțiri, care susțin membrana aripii. Restul scheletului este format din oase ușoare. De remarcat sternul, mărit, pe care se inseră mușchii pectorali puternici care mișcă aripile.

Locomoția la om
Adaptarea scheletului uman la locomoția bipedă - apare curba plantară (scobitura din talpă), se lungesc oasele copsei și gambei, se lărgește centura pelviană, iar coloana vertebrală este curbată în forma literei S (ceea ce îi asigură o rezistentă elastică în poziție verticală). 
Legătura funcțională mușchi-sistem nervos:
▫
numărul de neuroni care controlează un grup de mușchi corespunde atât volumului mușchilor respectivi, dar mai ales preciziei și fineții mișcărilor respective. De aceea, la om, zonele din aria motoare a scoarței cerebrale care controlează mâinile și limba sunt mai mari decât cele corespunzătoare membrelor inferioare și trunchiului
▫
sistemul nervos somatic, prin structurile sale, integrează organismul în mediul de viață, astfel:-nucleii somato-motori ai trunchiului cerebral comandă mișcări ale trunchiului din regiunea feței, limbii și faringelui-aria motoare a scoarței cerebrale comandă mișcările voluntare ale corpului-nucleii bazali reglează poziția corpului și mișcarea-cerebelul asigură precizia mișcărilor comandate de scoarța cerebrală
Postura și locomoția umană
Este capacitatea aparatului locomotor de a menține stațiunea verticală bipedă (funcția de  postură și echilibru) și de a deplasa diferitele sale segmente și întregul corp. Cele două funcții sunt inseparabile și se condiționează reciproc, astfel încât orice postură se menține sau se schimbă printr-o mișcare și orice mișcare pornește de la o postură armonioasă și perfect coordonată. "termenul de #poziție# desemnează o anumită orientare a corpului în spațiu, (este stațiunea  bipedă). &ozițiile fiziologice%
clinostatism (decubit dorsal și ventral)'
ortostatism  (stațiunea verticală). 
La acestea se adaugă diverse poziții  (stând pe un picior, pe genunchi, ghemuit, șezând, stând pe mâini sau sprijinit culcat), întâlnite obligatoriu în executarea unor activități motrice sau impuse în diverse exerciții de cultură fizică.
Pozițiile particulare pot fi observate în diverse boli, în atitudini antalgice sau create de procesul patologic în plina evoluție. Mijloacele chinezi-terapeutice actuale, asociate diverselor procedee electro! și mecanofizice ce au ca scop recuperarea unor defecțiuni ale diferitelor segmente ale aparatului locomotor, intră în preocuparea centrelor de reeducare și recuperare funcțională. Înainte de utilizarea recuperării însa, se impune evitarea apariției unor deformări în statica și locomoția umană prin utilizarea pozițiilor corecte în diverse condiții de munca(studiul acestor poziții și obținerea unui randament maxim al muncii prestate fac obiectul unei științe relativ tinere pe plan mondial, cunoscuta sub numele de ergonomie). Aceasta furnizează  principiile generale privind organizarea muncii și a locurilor de munca, pozițiile fiziologice direct legate de o funcționare optimă a aparatului locomotor uman. Menținerea poziției se găsește în conflict cu forța gravitațională (stațiunea bipedă) și acest fapt pune în loc mecanisme de conservare a echilibrului static și dinamic.
Criterii anatomo-biomecanice și fiziologice ale stării de postură în studiul unei anumite poziții de fond se va respecta obligatoriu tratarea următoarelor  probleme :
- Descrierea poziției diferitelor segmente.
Fiecare stare posturală impune o descriere a  poziției segmentelor implicate și a raporturilor dintre ele, unghiurile unui segment fata de celalalt, precum și planurile (orizontal, frontal, sagital) în care se găsesc acestea în pozițiile de flexie, extensie, rotație, abducție sau adductie, suspinație sau pronație etc.
- Baza de susținere (poligonul de sustentație).
Este suprafața geometrică variabilă delimitată fie de marginile exterioare, fie de punctele prin care segmentele corpului omenesc iau contact cu solul. Poate fi redusă la un punct (balet), sau la o linie (patinajul sau mersul pe sârmă). Menținerea echilibrului devine cu atât mai dificilă, cu cât baza de susținere își diminuează suprafața.
- Poziția centrului de greutate.
```
Determinarea acesteia se face luând în considerație locul centrului de greutate și greutatea fiecărui segment în parte. Cunoscând pozițiile mijlocii ale centrelor de greutate și greutatea a două segmente vecine izolate, se poate găsi centrul de greutate al ambelor segmente reunite. Prin combinarea din aproape în aproape a centrelor de greutate ale diferitelor parți ale corpului, se poate găsi poziția centrului de greutate al întregului corp aflat într-o poziție oarecare.
```

- Unghiul de stabilitate.
Este proiecția centrului de greutate cu dreapta care îl unește cu marginea bazei de susținere. Cu cât acest unghi este mai mare, cu atât stabilitatea devine mai mare. Teoretic, unghiul de stabilitate este cu atât mai mare, cu cât centrul de greutate este situat mai jos, iar baza de susținere mai mare.